# Nicolas Azalbert
Pour les articles homonymes, voir Azalbert.
Nicolas Azalbert, né en 1974 à Montpellier, Hérault, France, est un critique de cinéma et réalisateur français.

## Éléments biographiques
Né dans le Languedoc-Roussillon, Nicolas Azalbert s'intéresse au cinéma lors de son adolescence, et fréquente assidûment la Cinémathèque de Toulouse. Délaissant des études de cinéma, il contribue à lancer le ciné-club Orcadre à l'Université Toulouse-I-Capitole en mai 1995, puis, déçu par la dépolitisation des Cahiers du cinéma alors dirigés par Thierry Jousse, il crée la revue Persistances, sous-titrée Regard critique sur le cinéma, le temps, les faits et les choses, où écrivent Bernard Aspe ou Muriel Combes. Il est le directeur de la publication des cinq numéros de la revue, publiés sporadiquement de 1996 à 1999. Parallèlement, il travaille à la Cinémathèque de Toulouse dès les années 1990, puis est élu au conseil d'administration en 1998, sur un manifeste pour la rénovation de la programmation, qu'il met en place les saisons suivantes.
Après avoir quitté Toulouse, Azalbert entre à la rédaction des Cahiers du cinéma dirigés par Charles Tesson, à partir du numéro d'octobre 2000. Il y écrit une cinquantaine de textes sur les sorties en salles, Cinéma, de notre temps, Lisandro Alonso ou Julio Bressane, contribuant simultanément à la revue Balthazar. En 2002, il est envoyé en Argentine couvrir le festival de Mar del Plata en mars, et celui de Buenos Aires en avril. Il se concentre dès lors sur le cinéma argentin, et part habiter à Buenos Aires à partir de mars 2003, d'où il continue à travailler pour les Cahiers alors que Jean-Michel Frodon et Emmanuel Burdeau conduisent la revue. En Argentine, il réalise deux longs métrages « de recherche », ...Sinon j'étouffe, inspiré par Blaise Cendrars, en 2004,, et Que ne suis-je fougère ?, inspiré par Timour Serguei Bogousslavski, en 2006,.
Il revient en France fin 2009, reprenant sa collaboration régulière aux Cahiers, repris à la rentrée par Stéphane Delorme et Jean-Philippe Tessé, comme membre du comité de rédaction,. Il écrit alors sur les cinéastes Paul Vecchiali, Martin Scorsese, ou Jean-Marie Straub, mais aussi sur les critiques et hommes de cinéma André S. Labarthe, Serge Daney, Henri Langlois, ou Pierre Cottrell, et réalise des entretiens avec Bruno Dumont (2009), Werner Herzog (2010), Claire Denis (2010), Philippe Garrel (2011), Alain Badiou (2011), Jean-Jacques Schuhl (2013), Jean Douchet (2013), Pierre Edelman (2016), ou Pierre Rissient (2016). Il compte à son actif plus de 400 textes en seize ans à la revue. Après avoir écrit sur le bilan du nouveau cinéma argentin avec « Histoires du nouveau cinéma argentin. De Historias breves (1995) à Historias extraordinarias (2008) » dans les Cahiers des Amériques latines, il enquête durant les années 2010 sur d'autres cinématographies d'Amérique du Sud, notamment les nouveaux cinémas colombien et équatorien.
En 2015, Azalbert termine son troisième long métrage La Braise les cendres d'après La Prose du Transsibérien et de la petite Jehanne de France de Cendrars, puis signe deux films documentaires, La Liberté des fantômes en 2015, tourné à Buenos Aires autour de Jauja et Lisandro Alonso, et Calidoscope, sur les traces de Los Hongos en 2016, tourné à Cali sur les lieux filmés dans Los Hongos d'Oscar Ruíz Navia. Il collabore ensuite avec le photographe Eduardo Carrera sur le livre L'Argentine, malgré tout paru en 2017 aux éditions WARM. La même année, il incarne le premier rôle du long métrage Toublanc du réalisateur argentin Iván Fund.
Il est l'auteur d'un essai intitulé Répliques du Nouveau cinéma argentin (WARM, 2025).

## Filmographie

### Réalisateur et scénariste
- 2004 : ...Sinon j'étouffe ;
- 2006 : Que ne suis-je fougère?.
- 2015 :
  - La Braise les cendres ;
  - La Liberté des fantômes (moyen métrage).
- 2016 : Calidoscope, sur les traces de Los Hongos (moyen métrage) ;
- 2019 : La Invención de Borges.

### Acteur
- 2014 : Japonesita d'Ignacio Masllorens ;
- 2017 : Toublanc d'Iván Fund.